# 国際医療福祉大学病院
国際医療福祉大学病院（こくさいいりょうふくしだいがくびょういん 英語：International University of Health and welfare Hospital）は、学校法人国際医療福祉大学が栃木県那須塩原市に設置する大学病院。49の診療科を有しており、関連診療科により15のセンターを形成している。
2024年（令和6年）10月1日付で国際医療福祉大学塩谷病院から病床41床を当院に移転した。

## 診療科
頭部 頸部 神経系
- 脳神経内科
- 脳神経外科
- 眼科
- 耳鼻咽喉科
- 歯科口腔外科

胸部 循環系 血管系
- 呼吸器内科
- 呼吸器外科
- 循環器内科
- 心臓外科
- 血管外科

腹部 消化器系 泌尿器系
- 消化器内科
- 外科
- 腎臓内科
- 腎泌尿器外科

女性 小児 新生児
- 産婦人科
- 乳腺外科
- 小児科
- 小児外科

全身
- 糖尿病・代謝・内分泌内科
- アレルギー膠原病科
- 整形外科
- 形成外科
- 皮膚科
- 血液内科
- 心療内科
- 精神神経科（こころのケア科）
- 放射線科
- 麻酔科
- リハビリテーション科

## 医療機関の指定・認定
（下表の出典）
| 保険医療機関                           | 労災保険指定医療機関                           |
| 指定自立支援医療機関（更生医療）       | 指定自立支援医療機関（育成医療）               |
| 指定自立支援医療機関（精神通院医療）   | 身体障害者福祉法指定医の配置されている医療機関 |
| 精神保健指定医の配置されている医療機関 | 生活保護法指定医療機関                         |
| 結核指定医療機関                       | 指定養育医療機関                               |
| 指定療育機関                           | 指定小児慢性特定疾病医療機関                   |
| 原子爆弾被害者一般疾病医療取扱医療機関 | 母体保護法指定医の配置されている医療機関       |
| 臨床研修病院                           | 特定疾患治療研究事業委託医療機関               |
| 特定疾患治療研究事業委託医療機関       | DPC対象病院                                    |
| 地域周産期母子医療センター             |                                                |

- 救急告示病院（二次救急）[5]
- 栃木県がん治療中核病院[6]
- このほか、各種法令による指定・認定病院であるとともに、各学会の認定施設でもある。

## 交通アクセス
- JR東北新幹線・JR宇都宮線「那須塩原駅」から[7]
  - 那須塩原市営バス「ゆ～バス」乗車、「国際医療福祉大学病院前」停留所下車
  - 病院が無料送迎バスを運行している。
- JR宇都宮線「西那須野駅」から[7]
  - 那須塩原市営バス「ゆ～バス」乗車、「国際医療福祉大学病院前」停留所下車
  - 病院が無料送迎バスを運行している。